# روشون فيجان
روشون فيجان (بالإنجليزية: Roshon Fegan)‏ هو ممثل أمريكي، من أبرز الأعمال التي شارك فيها فيلم الرجل العنكبوت 2.

## الأعمال

### أفلام
- الرجل العنكبوت 2 (2004)

### مسلسلات
- مونك (2006)
- كامب روك (2008) (بدور: ساندر لوير)
- معسكر الروك 2: الحفل الختامي (2010) (بدور: ساندر لوير)
- حبيبة سابقة مجنونة (2015) (بدور: نجوين)

## الجوائز
| السنة | الجائزة             | الفئة                           | النتيجة | مرجع. |
| ----- | ------------------- | ------------------------------- | ------- | ----- |
| 2011  | جائزة الفنان الصغير | أفضل طاقم شاب في مسلسل تلفزيوني | رُشِّح     | [ 3 ] |
| 2012  | جائزة الفنان الصغير | أفضل طاقم شاب في مسلسل تلفزيوني | رُشِّح     | [ 3 ] |

## روابط خارجية
- روشون فيجان على موقع IMDb (الإنجليزية)
- روشون فيجان على موقع روتن توميتوز (الإنجليزية)
- روشون فيجان على موقع ألو سيني (الفرنسية)
- روشون فيجان على موقع ميوزك برينز (الإنجليزية)
- روشون فيجان على موقع ميوزك برينز (الإنجليزية)
- روشون فيجان على موقع أول موفي (الإنجليزية)
- روشون فيجان على موقع إن إن دي بي (الإنجليزية)
- روشون فيجان على موقع ديسكوغز (الإنجليزية)
- روشون فيجان على موقع ديسكوغز (الإنجليزية)
- روشون فيجان على موقع قاعدة بيانات الفيلم (الإنجليزية)